# Barbaresco (Piemont)
Barbaresco (piemontiul: Barbarèsch) település Olaszországban, Piemont régióban, Cuneo megyében. Lakosainak száma 594 fő (2023. január 1.). Barbaresco Alba, Castagnito, Guarene, Neive és Treiso községekkel határos.

## Népesség
A település népessége az elmúlt években az alábbi módon változott:
| Lakosok száma | 660  | 646  | 594  |
|               | 2017 | 2018 | 2023 |